# Gerald Asamoah
Gerald Asamoah (ur. 3 października 1978 w Mampong w Ghanie) – niemiecki piłkarz, grający na pozycji pomocnika lub napastnika.

## Kariera klubowa
Od 1999 był zawodnikiem FC Schalke 04. W sezonie 2010/2011 występował w FC St. Pauli.

## Kariera reprezentacyjna
W 2001 roku nadano mu niemieckie obywatelstwo. W tym samym roku zadebiutował w reprezentacji Niemiec, z którą zdobył wicemistrzostwo świata w 2002 r. i brązowy medal MŚ 2006. W reprezentacji Niemiec od 2001 do 2006 r. rozegrał 43 mecze i strzelił 6 goli.

## Sukcesy
- Wicemistrzostwo Niemiec: 2001, 2005, 2007
- Puchar Niemiec: 2001, 2002
- Finał Pucharu Niemiec: 2005
- Finał Pucharu Ligi: 2001
- Półfinał Pucharu UEFA: 2006

## Życie prywatne
Zawodnik prowadzi fundację pomagającą dzieciom z wadami serca.